# Acacia congesta
Acacia congesta är en ärtväxtart som beskrevs av George Bentham. Acacia congesta ingår i släktet akacior, och familjen ärtväxter.

## Underarter
Arten delas in i följande underarter:
- A. c. cliftoniana
- A. c. congesta
- A. c. wonganensis